# Malvaväxter
Malvaväxter (Malvaceae) är en familj av trikolpater. Tidigare har malvaväxterna innehållit ungefär 1 500 arter i 75 släkten, men nyare genetisk forskning av Angiosperm Phylogeny Group har utökat familjen till omkring 240–250 släkten. De tidigare familjerna kakaoväxter (Sterculiaceae), kapokväxter (Bombacaceae) och lindväxter (Tiliaceae) ingår numera i malvaväxtfamiljen.
Blommorna har fem kronblad och blomfärgen är ofta vit, rosa eller röd.
Malvaväxterna finns över hela världen och i nästan alla klimatzoner. De är örter, buskar och träd.